# Yotala
Yotala è un comune (municipio in spagnolo) della Bolivia nella provincia di Oropeza (dipartimento di Chuquisaca) con 9 403 abitanti (dato 2012).

## Cantoni
Il comune è suddiviso in 4 cantoni (popolazione 2001).
- Huayllas - 1 462 abitanti
- Pulqui - 348 abitanti
- Tuero - 1 043 abitanti
- Yotala - 6 644 abitanti